# Hamza Al-Dardour
Hamza Ali Khaled Al-Dardour (Ar Ramtha, 12 maggio 1991) è un calciatore giordano, attaccante dell'Al-Hussein e della nazionale giordana.

## Carriera

### Club
Ha giocato prevalentemente nel campionato giordano e nella Saudi Professional League, la massima serie saudita in cui attualmente milita con l'Al-Khaleej.

### Nazionale
Dal 2011 gioca stabilmente nella nazionale di calcio giordana, il 16 gennaio 2015 in un incontro valido per la Coppa d'Asia contro la Palestina ha realizzato quattro reti nella stessa partita.

## Statistiche

### Cronologia presenze in nazionale
| Cronologia completa delle presenze e delle reti in nazionale ― Giordania | Cronologia completa delle presenze e delle reti in nazionale ― Giordania | Cronologia completa delle presenze e delle reti in nazionale ― Giordania | Cronologia completa delle presenze e delle reti in nazionale ― Giordania | Cronologia completa delle presenze e delle reti in nazionale ― Giordania | Cronologia completa delle presenze e delle reti in nazionale ― Giordania | Cronologia completa delle presenze e delle reti in nazionale ― Giordania | Cronologia completa delle presenze e delle reti in nazionale ― Giordania |
| Data                                                                     | Città                                                                    | In casa                                                                  | Risultato                                                                | Ospiti                                                                   | Competizione                                                             | Reti                                                                     | Note                                                                     |
| ------------------------------------------------------------------------ | ------------------------------------------------------------------------ | ------------------------------------------------------------------------ | ------------------------------------------------------------------------ | ------------------------------------------------------------------------ | ------------------------------------------------------------------------ | ------------------------------------------------------------------------ | ------------------------------------------------------------------------ |
| 20-3-2021                                                                | Dubai                                                                    | Oman                                                                     | 0 – 0                                                                    | Giordania                                                                | Amichevole                                                               | -                                                                        | 40’ 82’                                                                  |
| 24-3-2021                                                                | Dubai                                                                    | Giordania                                                                | 1 – 0                                                                    | Libano                                                                   | Amichevole                                                               | -                                                                        | 74’                                                                      |
| 28-5-2022                                                                | Doha                                                                     | India                                                                    | 0 – 2                                                                    | Giordania                                                                | Amichevole                                                               | -                                                                        | 62’                                                                      |
| 17-11-2022                                                               | Amman                                                                    | Giordania                                                                | 1 – 3                                                                    | Spagna                                                                   | Amichevole                                                               | 1                                                                        | 46’                                                                      |
| 19-6-2023                                                                | Wiener Neustadt                                                          | Giamaica                                                                 | 1 – 2                                                                    | Giordania                                                                | Amichevole                                                               | -                                                                        | 46’                                                                      |
| Totale                                                                   |                                                                          | Presenze                                                                 | 5                                                                        |                                                                          | Reti                                                                     | 1                                                                        |                                                                          |

## Palmarès

### Club

#### Competizioni nazionali
- Campionato giordano: 1

Al-Wehdat: 2017-2018